# Liste der Schweizer Tarifverbünde

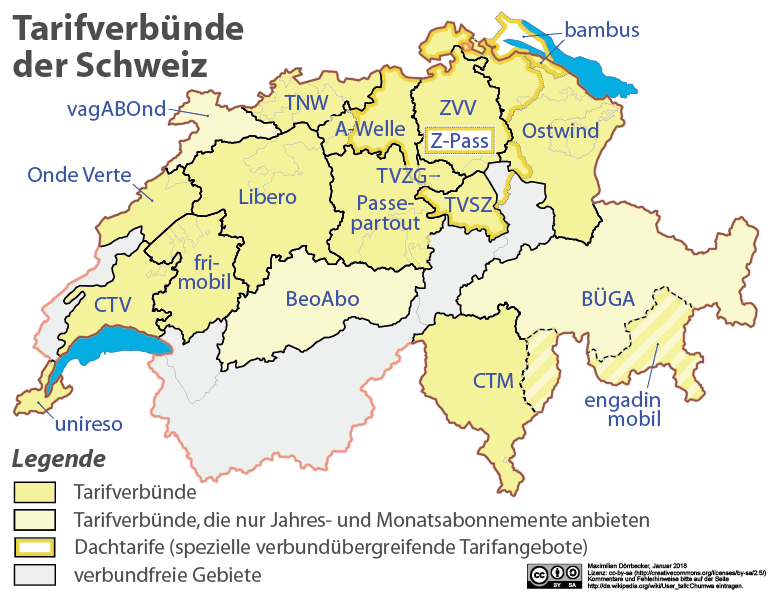
Tarifverbünde der Schweiz (Stand: ca. 2019)

Die Liste der Schweizer Tarifverbünde enthält die in der Schweiz mit SBB-Beteiligung bestehenden Tarifverbünde.
In der Schweiz besteht seit über hundert Jahren ein nationaler Tarifverbund, der so genannte Nationale Direkte Verkehr (NDV). Dieser ist allerdings auf den Regional- und Fernverkehr sowie einige touristische Verkehre beschränkt. Zudem kennt er kein einheitliches Preisschema und die Teilnahme der einzelnen Unternehmen kann sich auf einzelne Teile des gesamten Verbundes beschränken (Einzelbillette, Mehrfahrtenkarten, Abonnemente, Halbtax, Kollektivbillette usw.). Im Bestreben, auch den Ortsverkehr einzubeziehen, entstanden deshalb regionale Tarifverbünde, die zunächst nur die Abonnemente im engeren Umfeld grösserer Städte erfassten. Damit erübrigte es sich für Pendler, zwei oder drei Abonnemente für ihren Arbeitsweg zu erwerben. Um diesen Vorteil auch den übrigen Reisenden zu gewähren, entstanden daraus integrale Tarifverbünde, also solche, die das gesamte Fahrausweissortiment erfassen. Diese weiteten sich zu regionalen oder auch überregionalen Verbünden aus, die dem weiterhin bestehenden direkten Verkehr überlagert sind.
Der erste integrale regionale Tarifverbund in der Schweiz war der Tarifverbund Nordwestschweiz, der 1987 eingeführt wurde. Der erste und bisher einzige Verkehrsverbund ist der seit 1990 operative Zürcher Verkehrsverbund. Das erklärte Ziel ist es, einen gesamtschweizerischen Tarifverbund einzurichten.

## Erklärung zur Liste
- Abkürzung: Die Abkürzung beginnt meistens mit «T» oder «TV» für Tarifverbund beziehungsweise «CT» für Communauté tarifaire im französischsprachigen Raum.
- Vollständiger Name und Marketingname: Gibt den offiziellen Namen zuerst und dann den Marketingnamen in «Guillemets» wieder.
- Regionen: Nennt das Einzugsgebiet des jeweiligen Verbunds.
- Bevölkerung: Die Zahl der Bevölkerung, die am Verbund angeschlossen ist (Stand 2007).[2]
- Netzlänge: Die Länge des gesamten Liniennetz in Kilometern.[2]
- Anzahl Haltestellen: Die Zahl aller Haltestellen eines Verbunds (Stand 2007).[2]
- Logo: Das offizielle Logo des Tarifverbunds.

Hinweis: Die unten stehenden Informationen gehen aus den einzelnen Artikeln hervor.

## Verbundtarife für das gesamte Fahrausweisangebot
| Abkürzung | Vollständiger Name und Marketingname                                         | Regionen | Bevölkerung | Netzlänge | Anzahl Haltestellen | Logo                                            |
| --------- | ---------------------------------------------------------------------------- | --- | ----------- | --------- | ------------------- | ----------------------------------------------- |
| TVA       | Tarifverbund A-Welle                                                         | Kanton Aargau (mit Ausnahme des Bezirks Rheinfelden), östlicher Kantonsteil von Solothurn (Region Olten-Gösgen-Gäu)                                                         | 607'000     | unbekannt | 1'576               | Logo des Tarifverbund A-Welle                   |
| TV-BE/SO  | Libero-Tarifverbund «Libero»                                                 | Kanton Bern, südwestlicher Kantonsteil von Solothurn | 670'000     | 1'620     | 1'710               | Logo des Tarifverbund Bern-Solothurn            |
|           | Engadin Mobil «nus collians»                                                 | Graubünden (nur Oberengadin) | unbekannt   | unbekannt | unbekannt           | Logo Engadin Mobil                              |
| TVF       | Tarifverbund Freiburg «frimobil»                                             | Freiburg, Waadt (nur Broyebezirk) | 260'000     | unbekannt | 900                 | Logo des Tarifverbund Freiburg                  |
| CTGE      | Tarifverbund Genf «unireso»                                                  | Kanton Genf | 445'000     | 450       | 1'522               | Logo des Tarifverbund Genf                      |
| TVLU      | Tarifverbund Luzern/Obwalden/Nidwalden «Passepartout»                        | Kantone Luzern, Obwalden, Nidwalden | 430'000     | 900       | 1'200               | Logo des Tarifverbund Luzern/Obwalden/Nidwalden |
| TNW       | Tarifverbund Nordwestschweiz                                                 | Kantone Basel-Stadt und Basel-Landschaft, Aargau (Bezirk Rheinfelden und Verbundüberlappung mit A-Welle im Oberen Fricktal), Solothurn (nur Bezirke Dorneck und Thierstein) | 545'000     | 1'919     | 1'009               | Logo des Tarifverbund Nordwestschweiz           |
| TVSZ      | Tarifverbund Schwyz «Schwyzerpass»                                           | Kanton Schwyz (mit Ausnahme der Bezirke Höfe und March) | 75'000      | 270       | 360                 | Logo des Tarifverbund Schwyz                    |
| TVZG      | Tarifverbund Zug «Zugerpass»                                                 | Kanton Zug | 110'000     | 220       | 323                 | Logo des Tarifverbund Zug                       |
| CTV       | Tarifverbund Waadt «mobilis»                                                 | Kanton Waadt | 310'000     | 400       | 771                 | Logo des Tarifverbund Waadt                     |
| OTV       | Tarifverbund Ostwind                                                         | Kantone Appenzell Ausserrhoden, Appenzell Innerrhoden, Glarus, St. Gallen, Thurgau, Schaffhausen, Fürstentum Liechtenstein sowie Bezirk March                               | 750'000     | 2'700     | 2'704               | Logo des Tarifverbund Ostwind                   |
| CTNE      | Tarifverbund Neuenburg «Onde Verte»                                          | Kanton Neuenburg | 200'000     | 600       | 619                 | Logo des Tarifverbund CTNE                      |
| CTM       | Tarifverbund Arcobaleno «Arcobaleno»                                         | Kanton Tessin und Bezirk Moesa | 329'955     | 1'314     | 1'613               | Logo des Tarifverbundes Tessin und Misox        |
| ZVV       | Zürcher Verkehrsverbund                                                      | Kanton Zürich (inklusive angrenzende Gebiete der Kantone Aargau, Schaffhausen, Schwyz, St. Gallen, Thurgau und Zug)                                                         | 1'310'000   | 3'513     | 2'543               | Logo des Zürcher Tarifverbund                   |
| TVWZ      | Zürcher Verkehrsverbund ZVV «Z-Pass»* *(Kombitickets ZVV mit Nachbartarifen) | Kanton Zürich und umliegende Kantone | 1'700'000   | unbekannt | unbekannt           | Logo des Tarifverbund Wirtschaftsraum Zürich    |

## Verbundtarife für Abonnemente
| Abkürzung | Vollständiger Name und Marketingname | Regionen          | Bevölkerung | Netzlänge | Anzahl Haltestellen | Logo                       |
| --------- | ------------------------------------ | ----------------- | ----------- | --------- | ------------------- | -------------------------- |
| BÜGA      | Bündner Generalabonnement «BÜGA»     | Region Graubünden | unbekannt   | unbekannt | unbekannt           | Logo BÜGA                  |
| CTJU      | Tarifverbund Jura «vagABOnd»         | Kanton Jura       | 90'000      | 342       | 318                 | Logo des Tarifverbund Jura |

## Ehemalige Tarifverbünde
- Tarifverbund Berner Oberland, «BeoAbo», Region Berner Oberland, 2006 bis 2019
- Tarifverbund Biel/Bienne «ZigZag», Amtsbezirk Biel, bis 2014
- Tarifverbund Schaffhausen «FlexTax», Kanton Schaffhausen, 1988 bis 2013